# 春日弘

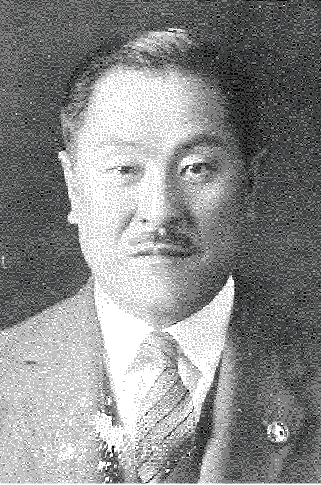
春日弘

春日 弘（かすが ひろむ、1885年（明治18年）8月8日 - 1970年（昭和45年）9月12日）は、長野県下高井郡穂波村佐野（現・山ノ内町）出身の日本の実業家。
住友本社理事、取締役。住友金属工業初代社長。ダイキン工業初代会長。JOC日本オリンピック委員会委員。1964年東京オリンピック大会組織委員会委員及び同財務委員。日本陸上競技連盟2代目会長。ヘルシンキオリンピック大日本選手団総監督。ローマオリンピック日本選手団長。大阪府公安委員長。正四位勲二等瑞宝章。国際陸連IAAF功労賞。

## 経歴
この節の出典
長野県会議員（第1回県議選から第4回県議選）を務めた春日与市の長男の春日喜一郎の長男として生まれる。春日与市は、約12キロに及ぶ引き水工事である屏風堰を松代藩に一切費用を頼らず自己・有志資金のみで建造 した北信濃の名士で、その長男の春日喜一郎の代では、所有する田畑は60町歩（180000坪）、山林は現在の佐野の8割に達していた。春日家は北信濃の名門で松代藩主真田氏より真田氏一族以外では特例である真田六文銭の家紋を下賜されている。
穂波小学校から旧制長野中学（長野県長野高等学校）に進学して卒業。旧制第一高等学校英法科を卒業後、東京帝国大学法科大学政治学科に入学し卒業。住友財閥の財閥グループ全てに対し統括指揮を行うホールディング会社である住友総本店に入社。住友財閥の基幹事業たる銅を主に扱い、昭和15年（1940年）1月 住友財閥の財閥グループ全てに対し統括指揮を行う住友本社参与に就任。同年4月、住友本社理事及び取締役に就任した。昭和16年（1941年）、住友金属工業の初代社長に就任。住友財閥では旧来、社長制度は住友本社以外に社長職は一切設けず、社長といえば住友吉左衛門の事であり、異例中の異例の就任人事であった。当時、住友財閥四天王の一人とされる。
東京帝国大学の陸上部仲間と日本陸上競技連盟を立ち上げ、大正12年（1923年）第6回極東選手権競技大会（大阪開催）の総務委員長に就任。皇族がスポーツの役員に就かれる事は、当時としては前例が全く無く空前の事で思いもよらない事だったが、春日弘（総務委員長）の熱意と、秩父宮雍仁親王（昭和天皇の弟宮）のご理解により初めて宮内省を説得し、秩父宮雍仁親王を第6回極東選手権競技大会総裁に仰いだ。大正14年（1925年） 日本陸上競技連盟常務理事に、昭和4年（1929年） 日本陸上競技連盟副会長に就任し、昭和34年（1959年） 東大時代から日本陸上競技連盟を創設したメンバーの平沼亮三が没し、日本陸上競技連盟2代目の会長に就任。オリンピック関係では、昭和27年（1952年） 第十五回ヘルシンキオリンピック大日本選手団総監督に就任、昭和28年（1953年） JOC日本オリンピック委員会委員に就任、昭和35年（1960年） 第十七回ローマオリンピック日本選手団長に就任、昭和36年（1961年） 1964年開催の1964年東京オリンピック大会組織委員会委員、昭和39年（1964年）同財務委員に就任した。昭和45年（1970年）9月 正四位勲二等瑞宝章を授けられる。

## 年譜
この節の出典
- 明治32年（1899年） 旧制長野中学（長野県長野高等学校）に入学。
- 明治37年（1904年）9月 旧制第一高等学校英法科に入学。前年の明治36年（1903年）に夏目漱石こと夏目金之助が同校の講師となっている。
- 明治40年（1907年）7月 旧制第一高等学校英法科を卒業。
- 明治40年（1907年）9月 東京帝国大学法科大学政治学科に入学。
- 明治44年（1911年）7月 東京帝国大学法科大学政治学科を卒業。
- 明治44年（1911年）8月 住友財閥の財閥グループ全てに対し統括指揮を行うホールディング会社である住友総本店に入社。
- 大正12年（1923年）第6回極東選手権競技大会（大阪開催）の総務委員長に就任。
- 大正14年（1925年） 日本陸上競技連盟常務理事に就任。
- 昭和4年（1929年） 日本陸上競技連盟副会長に就任。
- 昭和5年（1930年） 住友伸銅鋼管取締役に就任。
- 昭和6年（1931年） 住友アルミニウム取締役に就任。
- 昭和7年（1932年） 住友伸銅鋼管常務取締役に就任。
- 昭和9年（1934年） 住友アルミニウム精錬取締役に就任。
- 昭和9年（1934年） 満州住友鋼管監査役に就任。
- 昭和10年（1935年） 住友金属工業常務取締役に就任。
- 昭和12年（1937年） 4月28日横浜港より4か月に及ぶ林内閣・近衛内閣欧米経済使節団員として米国、ドイツ、英国に渡航。平塚正俊が随行。
- 昭和12年（1937年） 住友アルミニウム常務取締役に就任。
- 昭和13年（1938年） 住友金属工業専務取締役に就任。
- 昭和13年（1938年） 満州住友金属工業取締役に就任。
- 昭和14年（1939年） 関東特殊製鋼会長に就任。
- 昭和14年（1939年） 昭和精機工業会長に就任。
- 昭和15年（1940年）1月 住友財閥の財閥グループ全てに対し統括指揮を行う住友本社参与に就任。
- 昭和15年（1940年）4月 住友財閥の財閥グループ全てに対し統括指揮を行う住友本社理事及び取締役に就任。
- 昭和15年（1940年） 住友化学工業取締役に就任。
- 昭和16年（1941年） 住友金属工業の初代社長に就任。住友財閥では旧来、社長制度は住友本社以外に社長職は一切設けず、社長といえば住友吉左衛門の事であり、異例中の異例の就任人事であった。
- 昭和18年（1943年） 住友アルミニウム社長に就任。
- 昭和19年（1944年） 住友化学工材工業取締役に就任。
- 昭和19年（1944年） 朝鮮住友製鋼会長に就任。
- 昭和19年（1944年） 満州軽合金工業社長に就任。
- 昭和19年（1944年） 住友戦時総力会議員に就任。
- 昭和20年（1945年） GHQ（連合国軍最高司令官総司令部）による財閥解体の煽りで住友財閥の財閥グループ全てに対し統括指揮を行う住友本社の解散が勅令第657号により決定。
- 昭和20年（1945年）10月19日 住友本社理事会において住友本社の解散及び住友財閥の財閥グループ全てに対し統括指揮廃止を決議。
- 昭和21年（1946年）1月21日 住友本社理事及び取締役を辞任。
- 昭和21年（1946年）1月21日 住友金属工業社長を辞任。
- 昭和22年（1947年） 公職追放令該当指定。
- 昭和26年（1951年） 公職追放解除。
- 昭和27年（1952年） 第十五回ヘルシンキオリンピック大日本選手団総監督に就任。
- 昭和27年（1952年）1月 日本ステンレス相談役に就任。
- 昭和27年（1952年）11月 大阪金属工業（昭和38年、ダイキン工業と改称）初代会長に就任。
- 昭和27年（1952年）11月 大阪市民文化賞を受賞。
- 昭和28年（1953年） JOC日本オリンピック委員会委員に就任。
- 昭和29年（1954年） 大同酸素相談役に就任。
- 昭和30年（1955年）10月 日本陸上競技連盟より秩父宮章を受章。
- 昭和31年（1956年） 大阪府公安委員に就任。
- 昭和33年（1958年） 大阪府公安委員長に就任。
- 昭和34年（1959年） 東大時代から日本陸上競技連盟を創設したメンバーの平沼亮三が没し、日本陸上競技連盟2代目の会長に就任。
- 昭和35年（1960年） 第十七回ローマオリンピック日本選手団長に就任。
- 昭和36年（1961年） 1964年開催の1964年東京オリンピック大会組織委員会委員に就任。
- 昭和36年（1961年） 国際陸連IAAFより功労賞を受賞。
- 昭和37年（1962年） 藍綬褒章を受章。天皇に対し受賞者一同を代表して礼を述べる。
- 昭和39年（1964年） 東京オリンピック大会組織委員会財務委員に就任。
- 昭和39年（1964年） 勲三等旭日中綬章を授けられる。
- 昭和40年（1965年） JOC日本オリンピック委員会名誉委員に就任。
- 昭和40年（1965年） 日本陸上競技連盟会長職を建設大臣河野一郎に引継ぎ、日本陸上競技連盟名誉会長に就任。
- 昭和40年（1965年） ダイキン工業会長を辞任し、相談役に就任。
- 昭和45年（1970年）9月12日 永眠。享年86。
- 昭和45年（1970年）9月 正四位勲二等瑞宝章を授けられる。
- 昭和45年（1970年）9月 住友金属工業社葬。葬儀委員長に住友金属工業社長・日向方齊。
- 昭和45年（1970年）10月 日本陸上競技連盟及び日本体育協会共同主催による春日弘追悼会を故人ゆかりの国立競技場にて執り行う。追悼会会場にて秩父宮雍仁親王妃勢津子より献花をうける[1]。
- 昭和49年（1974年）3月 住友金属工業編集発行、財団法人日本陸上競技連盟協賛により『春日弘氏追懐録』出版。

## 賞詞等
- 正四位勲二等瑞宝章。勲三等旭日中綬章。藍綬褒章。国際陸連IAAF功労賞。日本陸上競技連盟功労章。日本陸上競技連盟秩父宮章。大阪市民文化賞。大阪府なにわ賞。
- 日本陸上競技連盟では「春日弘章」を制定。高校生または18歳未満の勤労競技者として優秀な者（毎年各加盟団体に1人）に贈られている[1]。また、近畿陸上競技協会では「近畿春日弘章」を制定。近畿地区の中学・高校生ならびに18歳未満の勤労者の陸上競技の指導者として特に功労のあった者（35歳以上の者）に贈られている。

## 人物評
河野健三（参議院議長、日本陸連４代会長）談
- 「死んだ兄貴（河野一郎）は、春日先生にひどくほれてたな。いつだっかた叙勲の話があったでしょ。その時にも、今でも覚えているけど、勲三等という話があった時、ばかなことをいうな、あんな立派な人に、と何かひどく力んでいたのを覚えていますよ。ともかく体も非常に大きかったけど、ふところの広い大きな人だったなあ。」秩父宮邸にて昭和48年11月13日[1]　（追懐録25頁）

- 「ことばが少ないというところが春日さんの偉いところですよ。昔大山巌大将というのが・・・これは私は聞いた話で伝説みたいなものですが、大将というのは知っていて知らぬ顔が出来る者でなければ、真の大将になれない。知ったことをべらべらしゃべる。ことによると知らんことまで知ったふうにしゃべる。これはもう大将ではないんですよ。そこへ行くと春日さんはちゃんといながらにして大将の器だったんだ。その点でも春日先生を尊敬しているんです。」秩父宮邸にて昭和48年11月13日[1]　（追懐録7頁）

竹田恒徳（旧皇族、竹田宮２代当主、国際オリンピック委員）談
- 「ローマ大会は戦後の日本が本腰を入れたオリンピック大会参加と伝うても良く、特にその前年に開かれた国際オリンピック委員会総会において、待望のオリンピック大会東京開催が決定されていただけに正にその参加は重ね重ね大きな意味を持っていた。従ってこの大会に参加する日本代表選手団の編成、特にその団長選考は大いに注目された。しかしその団長候補に春日弘さんが浮かぶや、満場一致でこれを決定し、よい人を得たと皆喜んだものである。それは春日さんの人格・見識・功績からしても当然の選考であるが、同時に日本の陸上競技会のみならず、スポーツ界全体が如何に春日さんを頼りにしていたかを物語るものである」[1]（追懐録268頁）

菅谷重平（関東特殊製鋼会長、関西経済同友会代表幹事）談
- 『雍仁親王妃勢津子から「春日さんはお酒がお強いそうですが、米内（光政）大将と、どちらがお強いですか」というお尋ねがあった。そうである。「それはわたくしの方が強いです」と答えた、という事を直々伺ったことがある。米内大将が酒が強かったことは、小泉信三さんの書いたものを終戦後読んで、成る程相当いける、と思ったことがあるので、わたくしは、「米内さんより春日さんの方が強い、とうい根拠はあるのでしょうか」ときいた。すると、「南の料亭富田屋で米内さんとサシで飲んだ。帰りに米内さんは副官の肩に支えられて足をフラツカせて帰ったが、僕はシャンとしてひとりで帰った」ということであった。』[1]（追懐録273頁）

## 親族・家系
- 春日家は北信濃の名門で松代藩主真田氏より。真田氏一族以外では特例である真田六文銭の家紋を下賜されている[1][2]。真田六文銭の家紋を拝領し以降、真田六文銭の家紋を春日家の表紋とするより前の春日家の定紋（表紋）は藤原北家「春日輪宝」。[1]
- 高祖父：春日新左衛門 - 松代藩より天保9年（1838年）苗字・帯刀・家紋の使用を許される[2]。天保の飢饉における松代藩内生活困窮者への救済活動に尽力する[2]。
- 曽祖父：春日与右衛門 - 長男春日与市とともに、約12キロに及ぶ引き水工事である屏風堰を松代藩に一切費用を頼らず自己・有志資金のみで建造[2]。
- 祖父：春日与市 - 長野県県会議員（第1回県議選～第4回県議選）。下高井教育会長を務めた[3]。
- 父：春日喜一郎 - 長野県下高井郡郡議員。長野県下高井郡穂波村村長。能書家としては山本凌亭との交流が深かった[4]。所有する田畑は60町歩（180000坪）、山林は現在の佐野の8割に達した[1]。
- 叔父：春日勝太郎 - 春日与市の次男。生糸貿易にてアメリカ合衆国へ渡る[5]。
- 叔母：春日多可 - 春日毎治（長野県中野市初代市議会議長、長野県地方裁判所飯山支部調停委員長）の実母、春日与市（長野県初代県会議員）の次女[6]。
- 叔父：宮崎通知 - 春日与市の三男。旧姓春日通知。長野県下高井郡平穏村村長。夜間瀬川砂防護岸工事の功労により、建設大臣より表彰される（昭和29年）。
- 妹：傳田うた- 旧姓春日うた(明治25年5月13日生、昭和42年12月19日歿)
- 弟：春日篤 - 大日本帝国海軍少将。重巡洋艦「鳥海」艦長。戦艦「陸奥」艦長。第1潜水戦隊司令官。佐世保防備戦隊司令官。グアムの戦いにおけるグアム島攻略部隊指揮官及びマリアナ方面防衛部隊第5根拠地隊司令官。第5特別根拠地隊司令官（グアム島及びサイパン島守備隊司令官）。
- 長男：春日隆 - 東京大学理学部を卒業後、奈良県立医科大学教授[1]、奈良県立医科大学名誉教授(物理学)、勲三等旭日中綬章(1989年4月29日)、叙位正四位(2000年1月11日)。
- 次男：春日芳明 - 慶應義塾大学経済学部を卒業後、住友本社に入社。終戦後、住友本社解散により住友商事に移り、住友商事参与を務めた[1]。
- 玄孫：春日望 - 声優。バーチャルYouTuber / アーティスト・キズナアイのボイスモデル(声の提供)を務める。家系については、VTuber「のんちぃ」名義でのインタビューで明かされた。[7]
- 一族には、『おくしなの人物風土記』によると長野県中野市初代市議会議長を務めた春日毎治(紺綬褒章)やその長男の春日通眼（信州中野商工会議所会頭。社団法人信濃中野法人会初代会長）、ACミラン・サッカー日本代表・本田圭佑の全世界肖像権管理会社であるHONDA ESTILO株式会社にて統括本部長を務めた(2014年3月退任)春日昭宏もいる。